# اردوگاه پناهندگان دیاواتا
اردوگاه پناهندگان دیاواتا (انگلیسی: Diavata refugee camp) اردوگاه پناهندگان در یک منطقه نظامی است که در دیاواتا قرار دارد و در حوزه شهرداری دلتا در مقدونیه مرکزی در یونان است. این اردوگاه در تاریخ ۲۴ فوریه سال ۲۰۱۶ برای پذیرش پناهندگان سوری، افغانی و عراقی که از جنگهای طولانی مدت سوریه، افغانستان و جنگ عراق گریخته بودند گشوده شد.

## وضعیت
این کمپ پناهندگان ظرفیت ۲۵۰۰ پناهجو را دارد و از تاریخ اول ژوئیه ۲۰۱۶ میزبان قریب به ۱۷۴۴ پناهنده در ۱۷۱ چادر و ۱۳۴ واحد مسکونی شده‌است. این محل که قبلاً اردوگاه نظامی آناگنوستوپلو (Anagnostopoulou) بود اکنون به اردوگاه پناهندگان دیاواتا تبدیل شده‌است. حضور این کمپ در روستا باعث اعتراضات ۸۰۰ شهروند دیاواتا شده که در همسایگی آن قرار دارند و مخالف ایجاد این اردوگاه در روستای خود هستند.
در ۲۱ آوریل ۲۰۱۶ بر اثر یک آتش‌سوزی در داخل کمپ و وزش باد قوی و نزدیکی چادرها به هم باعث سوختن ۲۵ چادر شد و برخی از پناهجویان اموال خود از جمله لباس‌ها، پاسپورت و مدارک و پول‌هایشان طعمه حریق شد و بعضی افراد به دلیل دود زیاد و استنشاق آن تحت درمان قرار گرفتند اما این آتش‌سوزی هیچ تلفات جانی نداشت.
یکی از پناهندگان در اردوگاه اظهار داشت که صبح‌ها فقط یک آب میوه دریافت می‌کند، برای ناهار ماکارونی با نان و شام هم نداریم. وی اظهار داشت در برخی از چادرها دو تا سه خانواده زندگی می‌کنند و تنها مردان مجرد در ساختمان ساکن هستند.